# 長澤一作
長澤 一作（ながさわ いっさく、1926年3月1日 - 2013年10月23日）は、日本の歌人。本名は長澤賀寿作（かずさく）。佐藤佐太郎の初期の弟子にあたる。

## 経歴
静岡県生まれ。1943年より佐藤佐太郎に師事。1945年、「歩道短歌会」および短歌雑誌『歩道』の創立、創刊に参加。
1959年、歌集『松心花』により現代歌人協会賞受賞。1970年、「首夏」30首（「短歌研究」1979年9月号）で短歌研究賞受賞。1983年、「歩道短歌会」を辞し、「運河の会」を創立し、短歌雑誌『運河』創刊。川島喜代詩、山内照夫らとともに運営同人となった。
日本文藝家協会会員、NHK学園講師、現代歌人協会会員。死後、第一歌集「松心花」は現代短歌社の第一歌集文庫として再び世に出された。
2013年10月23日、食道癌のため死去。

## 著作

### 歌集
- 『松心花』（四季書房）
- 『條雲』（短歌研究社）
- 『冬の暁』（短歌新聞社）
- 『雪境』（短歌新聞社）
- 『秋雷』（自選歌集　短歌新聞社）
- 『歴年』（角川書店）

### 歌書等
- 『鑑賞　斎藤茂吉の秀歌』短歌新聞社
- 『佐藤佐太郎の短歌』短歌新聞社
- 『自解百歌長澤一作集』

### 共著
- 『佐藤佐太郎』（今西幹一との共著）桜楓社〈短歌・人と作品シリーズ18〉、1984年

## エピソード
17歳でアララギの歌会に初めて出席。場所が分からず、通りすがりの初老の紳士に「アララギの歌会の場所はどこですか」と聞いたところ、それが斎藤茂吉だった。歌会の席上で「朗々と詩を吟じる、は決まり文句だ。」と発言したところ、茂吉からいたく褒められた。